# 堀浩司
堀 浩司（ほり ひろし 1953年2月19日 - ）は、大阪府出身の経済ジャーナリスト、阪南大学常任理事、税理士である。所属事務所は昭和プロダクション所属。

## 人物
同志社大学経済学部卒業。

21歳でABCラジオ「歌謡曲午後一番」のメインパーソナリティーに抜擢される。その後は、身近な経済をテーマにしたテレビ、ラジオに数多く出演。経済は私たちの暮らしが良くなるためにある。みんなが理解できず、役に立たない経済学は不要。アダムスミスも、ケインズも皆の暮らしを良くしようと考えて経済学を打ち立てた。そんな思いで各メディアで解説している経済ジャーナリスト。

## 出演番組

### テレビ
- 知っとこ!（毎日放送）
- おはよう朝日です（朝日放送）
- ワイドABCDE〜す（朝日放送）
- NEWSゆう+（朝日放送・火曜、それまでは不定期出演。）
- 2時ドキッ!（関西テレビ）
- 痛快!エブリデイ（関西テレビ）
- FNNスーパーニュースアンカー（関西テレビ）
- 上沼・高田のクギズケ!（読売テレビ・中京テレビ）

### ラジオ
- おはようパーソナリティ道上洋三です（ABCラジオ）
- ありがとう浜村淳です（MBSラジオ）
- ラジオの達人（MBSラジオ）
- OH! HAPPY MORNING（JFN、火曜日コメンテーター[1]）
- エネルギー最前線 ミライレポート（中国放送）
- ナルミッツ!!!(北海道放送)
- ラジオマガジンEARLY BIRD(東北放送)
- IPPO(静岡放送)
- モーニングワイドラジオJ(信越放送)
- おはようラジオ(中国放送)
- 青だよ!たくちゃん!（南日本放送）